# نیروگاه زرند
نیروگاه حرارتی زرند
در اوایل سال ۱۳۴۷ طرح احداث نیروگاهی در دل کویر در شهر زرند آغاز شد . هدف از ایجاد این نیروگاه علاوه بر تامین انرژی برق جنوب شرق ایران استفاده از سوخت زغالسنگ معادن این شهرستان در تولید برق بود و به همین دلیل اولین نیروگاه زغالسنگی ایران در این شهر احداث گردید و طراحی اولیه آن به نوعی بود که از دو نوع سوخت (زغالسنگ و مازوت ) استفاده نماید . اما بدلایل اقتصادی از همان ابتدا فقط از سوخت مازوت استفاده گردیده است . واحد اول این نیروگاه در اوایل سال ۱۳۵۲ و واحد دوم آن در اواخر همان سال به بهره برداری رسید . پیمانکار اصلی نیروگاه شرکت اسپی باتینگول فرانسه و بهره بردار آن تا قبل از انقلاب اسلامی شرکت هندی تاتا بوده است . 
این نیروگاه شامل دو واحد ۳۰ مگاواتی بخار که از سوخت مازوت استفاده می کند میباشد . بویلرهای نیروگاه ساخت شرکت  M.A.N  آلمان از نوع واتر تیوپ درام دار با سیرکولاسیون طبیعی که ظرفیت هر کدام ۱۳۵ تن بخار در ساعت می باشد . توربین های نیروگاه ساخت شرکت ESCHER WYSS فرانسه از نوع ضربه ای ، تک پوسته ای ، تک سیلندر و ۱۲ طبقه میباشد . سرعت موتور ۳۰۰۰ دور در دقیقه و خروجی توربین ۳۰۰۰۰ کیلو وات می باشد . و ژنراتور و اکسایتر آن نیز ساخت شرکت JEUMONT SCHENEIDER فرانسه و قدرت ژنراتور ۵/۳۷ مگاولت آمپر و اکسایتر ۲۱۱ کیلوولت آمپر می باشد .
برج خنک کن آن از نوع برج خنک کن تر با سیرکولاسیون بسته ساخت شرکت اسپی . باتیگنول فرانسه می باشد . آب نیروگاه از شش حلقه چاه عمیق تامین می گردد .
(استان کرمان، زرند در مجاورت کارخانه زغال‌شویی، بهره‌برداری ۱۳۵۲)، یکی از نیروگاه‌های ایران از نوع حرارتی با ظرفیت تولید 60 مگاوات است که شامل ۲ واحد بخار ۳۰ مگاواتی مدل Action Turbine 1 Casing 12 stage 3010 ساخت اسپی باتین یول است. ظرفیت فعلی این نیروگاه ۶۰ مگاوات است .
قدرت عملی نیروگاه در زمستان ۵۲ مگاوات و در تابستان ۵۰ مگاوات است.
سوخت این نیروگاه نفت کوره (مازوت) است که در ۱ مخزن به ظرفیت ۱۱ میلیون لیتر ذخیره‌سازی می‌شود.
نیروگاه برق زرند نخستین نیروگاه حرارتی جنوب شرق کشور است.

## آمار تولید برق و مصرف سوخت نیروگاه در سال ۱۳۹۱
با توجه به اینکه در حال حاضر این نیروگاه با ۲ واحد بخار به ظرفیت کل ۶۰ مگاوات در مدار است، طبق آمار سال ۱۳۹۱، مصرف مازوت نیروگاه زرند [در سال ۱۳۹۱] ۹۰۸۸۶ هزار لیتر، راندمان ۲۷٫۵ درصد و کارکرد نیروگاه در سال ۵۴۵۹ ساعت که کارکرد نیروگاه در سال طبق درصد ۶۲٫۱ درصد بوده‌است.

## واحد گازی نیروگاه
در اسفند ۱۳۹۲، قرار شد ۱ واحد گازی به نیروگاه اضافه شود و ظرفیت کل، به ۲۲۰ مگاوات برسد. ساخت واحد گازی نیروگاه با خطوط انتقال آن در سال ۱۳۹۳، حدود ۳۰۰ میلیارد تومان هزینه برآورد شده‌است.